# 霍華德·卡特
霍華德·卡特（英語：Howard Carter，1874年5月9日—1939年3月2日），英國考古學家和埃及學的先驅。是埃及帝王谷图坦卡蒙王KV62號陵墓及覆戴著「黃金面具」的图坦卡蒙王木乃伊之發現者。傳說中，卡特為阿頓神信仰崇拜者。

## 早年

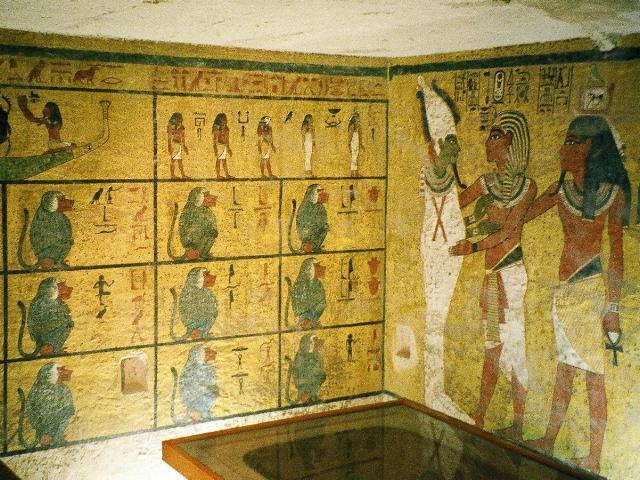
图坦卡蒙王陵墓

霍華德·卡特出生在英國倫敦肯辛頓，是家里11个孩子里最小的。卡特的父親萨缪尔·约翰·卡特（Samuel John Carter）是一位頗負盛名的畫家和製圖家，訓練他基本的繪畫基礎。他在父母出生地斯沃弗姆度过了他的童年，没有接受过正式教育，但受家附近安默斯特家族埃及收藏品影响，开始对埃及学产生兴趣。哈克尼的安默斯特女男爵玛丽·塞西尔（Mary Rothes Margaret Cecil, Baroness Amherst of Hackney）发现了他的艺术天分，1891年在珀西·纽伯里的帮助下，通过埃及探索基金会送他前往埃及参与发掘中王国时代古墓本尼哈桑。
1892年，他成為考古學者弗林德斯·皮特里的助手，在阿马尔那待过一阵。1894年至1899年间，他和爱德华·纳维尔一起在代尔埃尔巴哈里工作，抄录过哈特谢普苏特墓上的浮雕。
1899年，他受命为埃及文物局（Egyptian Antiquities Service）上埃及遗迹监督官（Inspector of Monuments for Upper Egypt），监督过底比斯等地的考古发掘工作。1904年，由于和当地人就盗墓贼问题发生冲突，他被调任下埃及。
1905年，遗址保安和法国游客爆发激烈肉体冲突，而卡特站在保安这一边，在法国政府逼迫下仍拒绝向法国人道歉，最终辞职。之后的三年间，他一直没有找到任何工作，待在卢克索为游客绘画为生。

## 挖掘图坦卡蒙王陵墓
就在他非常貧困時，英國的喬治·卡爾納馮勳爵（George Carnarvon）表示願意提出資金援助，邀請他來參加挖掘「帝王谷」的隊伍。
帝王谷乃是古埃及王國首都提貝所在地，古代埃及諸王雖然都被埋葬在此，卻被認為一定和過去的金字塔一樣，因為盜墓的猖獗，早在學術性的調察進行之前，就被盜賊掘光了。然而，看到開羅博物館內收藏的大約30具古埃及歷代君王木乃伊時，卡特突然了解到一定仍有其他尚未發現的王墓。在卡特的指揮下，挖掘工作從1917年秋天開始，由於盛暑及狂風沙之故，挖掘工作從11月起至次年1月間花費了三個月才完成。

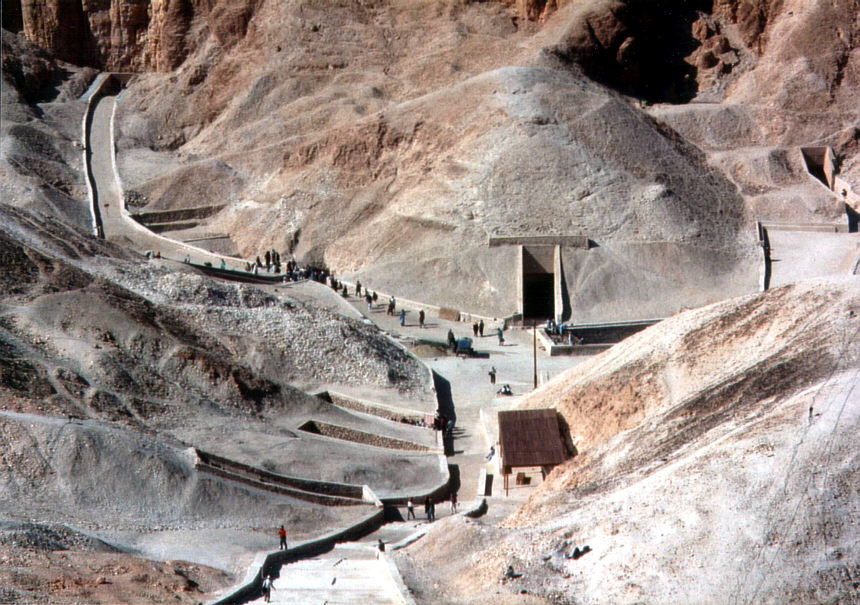
埃及帝王谷图坦卡蒙王KV62號陵墓

卡特花了許多年在埃及帝王谷進行挖掘工作，直到1922年11月4日，考古隊發現一條約6呎長的石階。卡特幾乎立刻知道那是一條隱沒於地下階梯的一部分。當天與次日，卡特都小心翼翼、緩慢地往下挖掘直到第12階。在那裡他發現了一個入口。外門上那三千年前的封印證實了那是一座皇室陵墓，也證實了陵墓內的東西完好無缺。

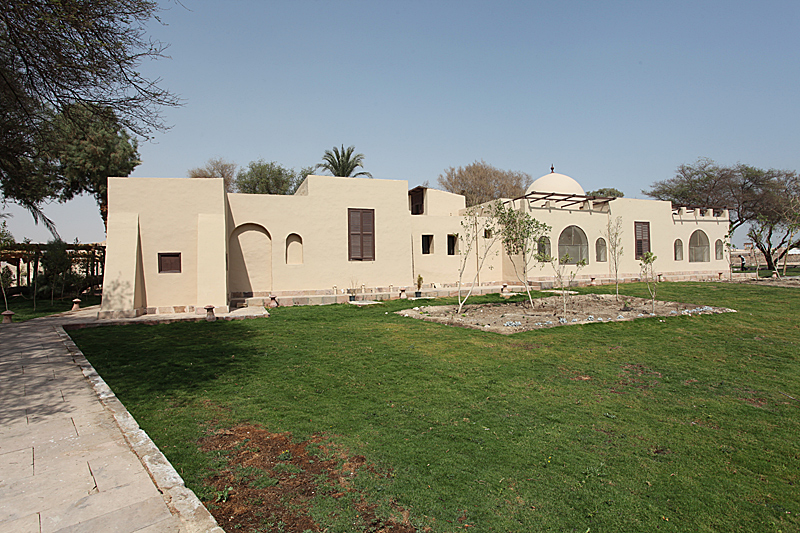
霍華德·卡特位於埃及底比斯城的房屋

1922年11月26日卡特和他的工作人員抵達內門，他們看到灰泥上印著代表图坦卡蒙王的皇宮封印，終於發現图坦卡蒙王的陵墓，這也是他最出名的成就。1923年2月16日考古隊打開了被密封的門道入口，首度發現图坦卡蒙王石棺和埋葬的墓穴及陪葬的珠寶，這4個房間中有超過5000件以上的豪華陪葬品。卡特再花了2個月的時間發現了墓室，他在那兒發現一具重約134.3公斤黃金打造的棺木，且找到戴著黃金面具的图坦卡蒙王木乃伊，震驚了全世界。
H·V·莫顿作为Times的官方记者，获得专有权力报道图坦卡蒙木乃伊发掘过程。也因此报道一举成名。

## 退休與逝世

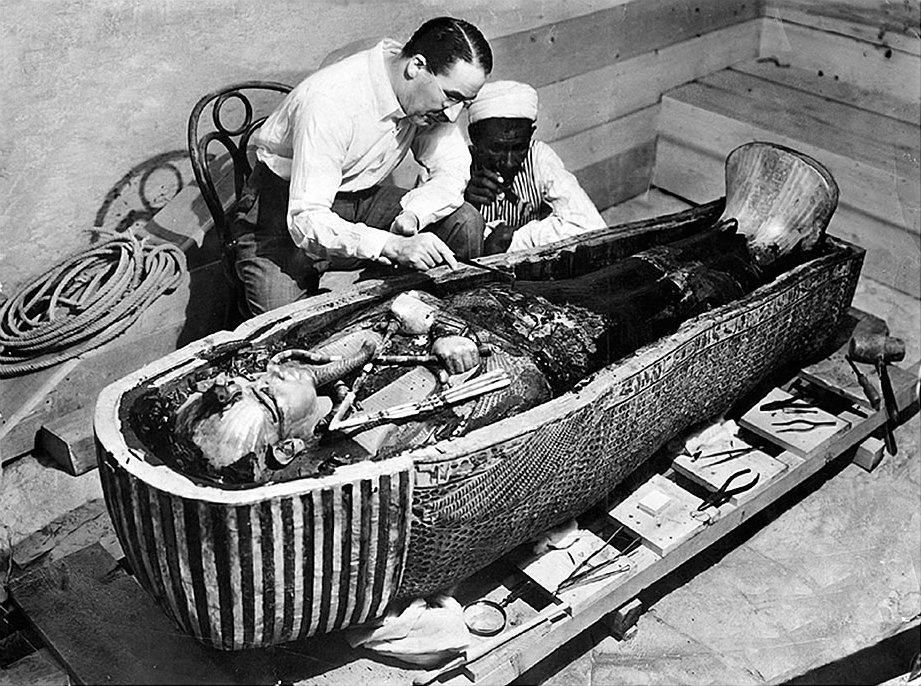
霍華德·卡特檢查圖坦卡蒙的棺木。

當卡特開始挖掘图坦卡蒙的陵墓時，有些人宣稱闖入這座陵墓會帶來厄運。他們相信蝕刻在墓上的可怕銘文警告凡是打擾這位法老王陵墓的人都會受到懲罰。倫敦的報紙甚至稱這警告為「法老的詛咒」。之後數年間，與（挖掘）此墓相關的人相繼死亡和自殺。然而卡特本人表示這「詛咒」是無稽之談，他認為若有任何人要被詛咒，那應該是他。
1924年卡特訪問了美國，在紐約出席演說了一系列的說明與演講，1932年結束挖掘所有收藏陪葬物的附屬墓穴及陪葬珠寶穴的工作，返回英國。卡特從考古退休後成為了收藏家。1939年3月2日，卡特於倫敦的自家寓所中壽終正寢，享年64歲。

## 外部連結
- 霍華德·卡特墳墓 （页面存档备份，存于）
- Swaffham, Norfolk museum - Howard Carter exhibit （页面存档备份，存于）
- WorldCat 聯合目錄中霍華德·卡特的著作或與之相關的著作